# Scelidocteus ochreatus
Scelidocteus ochreatus là một loài nhện trong họ Palpimanidae. Loài này được phát hiện ở Guinee-Bissau.